# Maruschka Waldus
Maruschka Waldus (* 20. September 1992 in Heerenveen) ist eine niederländische Fußballspielerin.

## Werdegang
Waldus wuchs in Heerenveen auf und debütierte im Jahre 2011 für den SC Heerenveen in der niederländischen Ehrendivision, wo sie mit ihrer Mannschaft Letzter wurde. Ab 2012 spielte das Team in der neu gegründeten BeNe League, einer gemeinsamen Liga der Niederlande und Belgien. Gleichzeitig übernahm sie das Amt der Mannschaftskapitänin. Für Heerenveen absolvierte sie 68 Erstligaspiele und erzielte dabei neun Tore.
Im Sommer 2014 wechselte Waldus in die USA und schloss sich dem Team Alabama Crimson Tide der University of Alabama. Dort erzielte sie drei Treffer in 20 Spielen. Am Saisonende wurde sie vom Sky Blue FC aus dem Großraum New York City unter Vertrag genommen. Als erste Niederländerin wurde sie in der National Women’s Soccer League eingesetzt.
Da keine weiteren Einsätze folgten, wechselte Waldus im Sommer 2015 zum schwedischen Erstligisten Mallbackens IF. Dort absolvierte sie zwölf Einsätze und erzielte ein Tor. Im Januar 2016 folgte dann der Wechsel zum deutschen Bundesligisten 1. FFC Turbine Potsdam. Am 16. Juni 2016 wurde der Vertrag der Abwehr- und Mittelfeldspielerin, in Potsdam wieder aufgelöst und einen Tag später in den Niederlanden beim FC Twente Enschede unterschrieb.